# Guérisseur
Un guérisseur, dit aussi médicastre, est une personne, généralement dépourvue de diplôme médical, qui soigne, en dehors de l'exercice légal scientifique de la médecine, par des moyens empiriques ou magiques, en vertu de dons particuliers supposés ou à l'aide de recettes personnelles. Il désigne aussi un saint guérisseur.

## Guérisseurs
Au Moyen Âge en Europe, il n'existait pas de frontière définie entre médecins, devins-guérisseurs, leveurs de sorts, sages-femmes[réf. nécessaire]. Puis, peu à peu, la médecine s'est éloignée à la fois des croyances spirituelles et du charlatanisme.

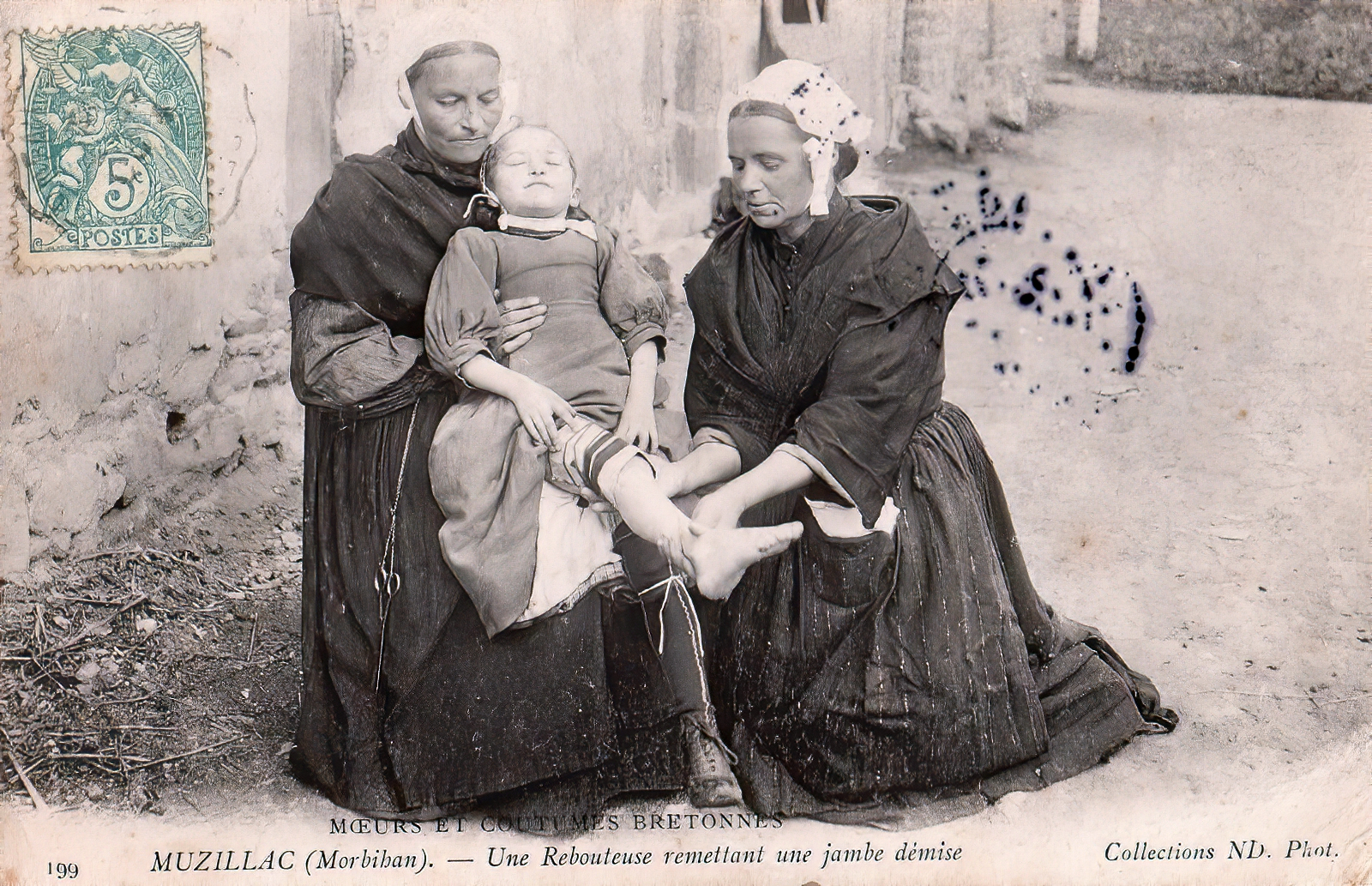
Rebouteuse (photographie prise par Charles Géniaux à Muzillac en 1890).

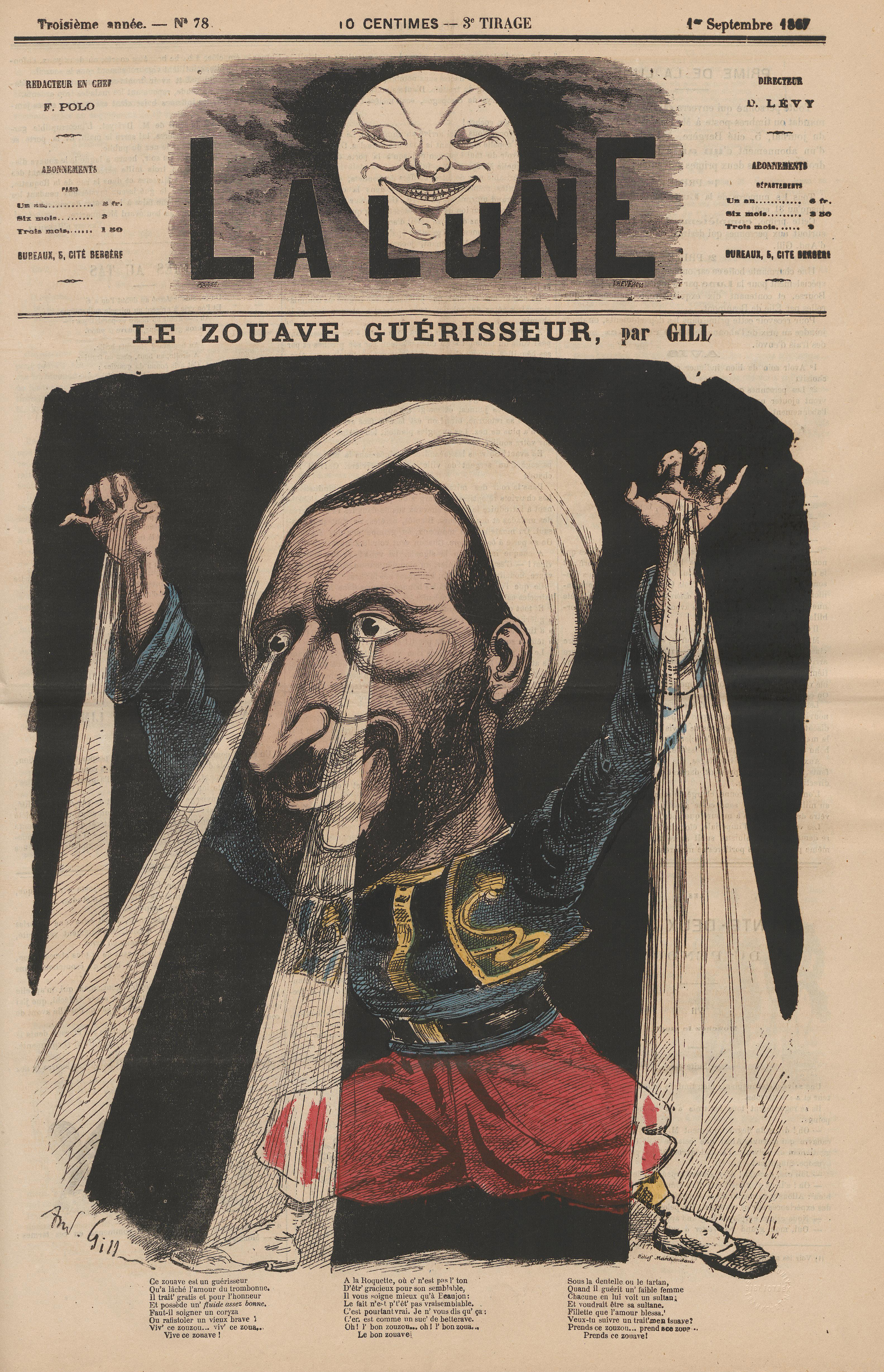
Auguste Henri Jacob, dit le zouave Jacob, caricature d'André Gill (1867).

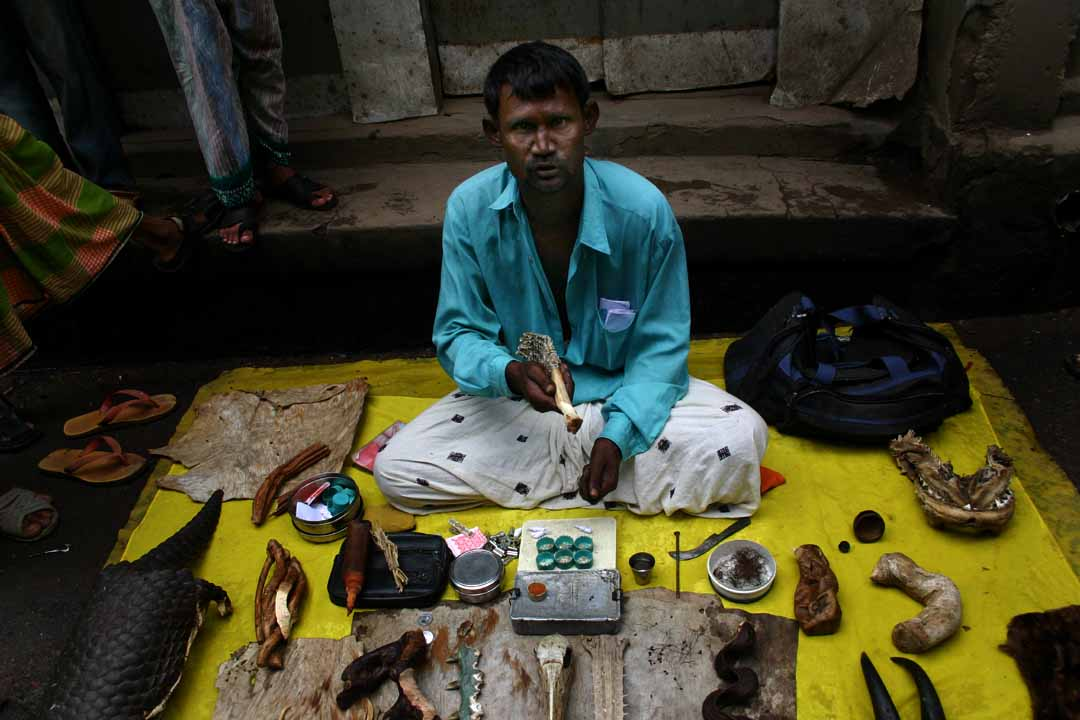
Un guérisseur (chaman) à Dacca, Bangladesh (2005).

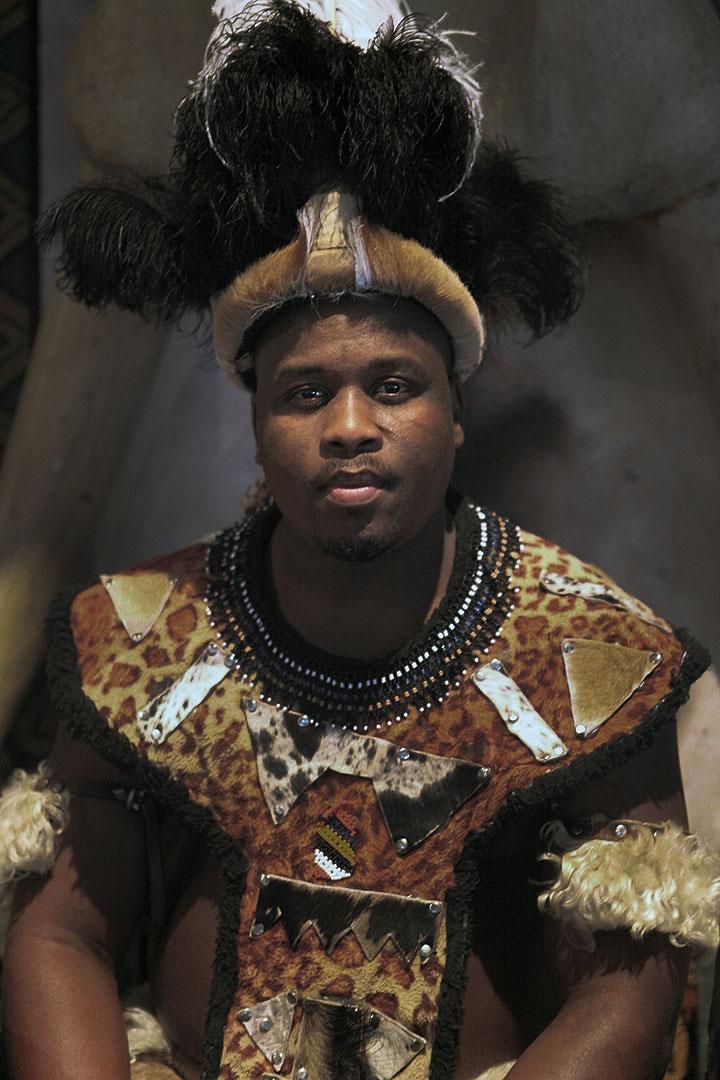
Guérisseur traditionnel d'Afrique du Sud (2010).

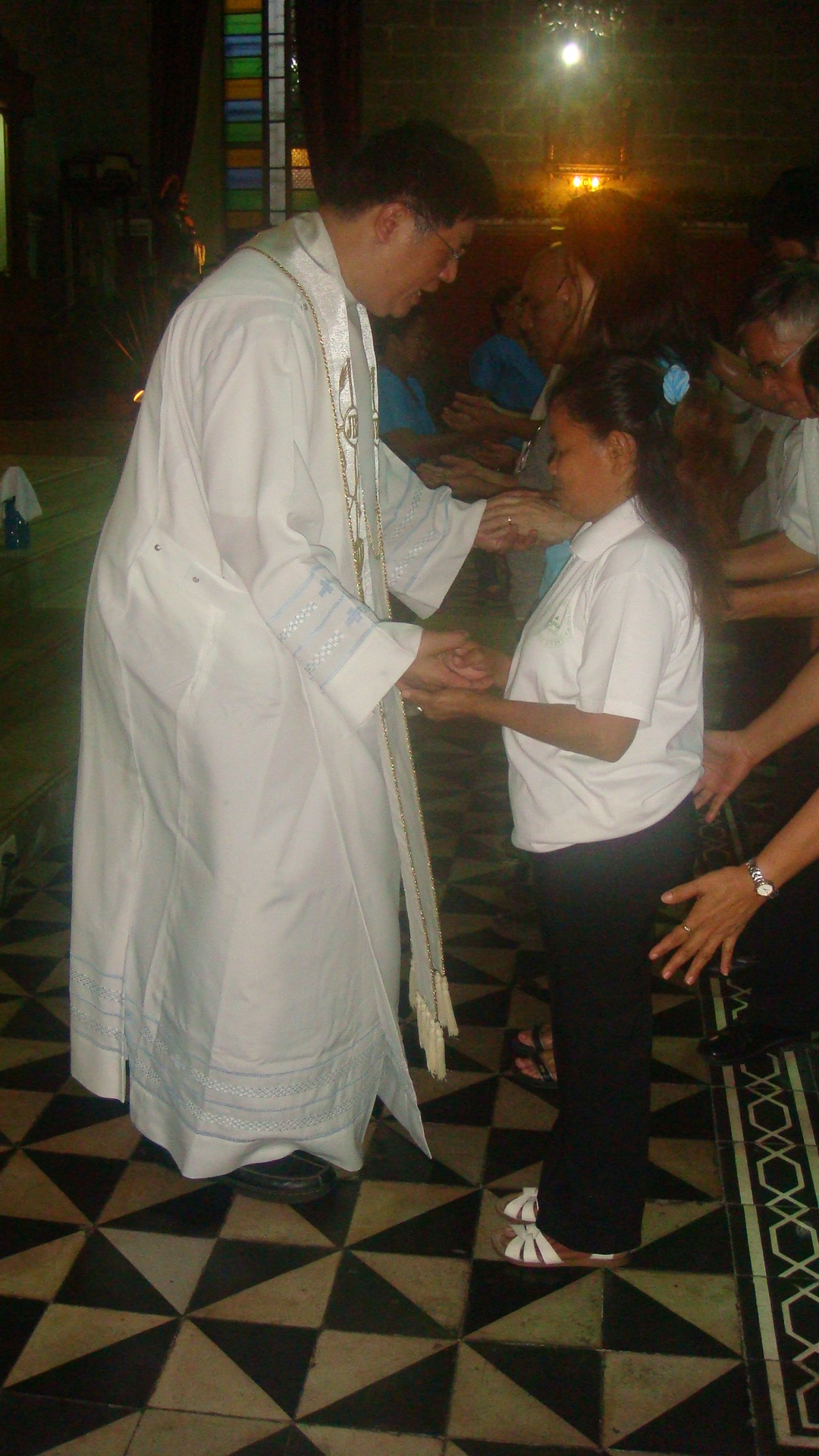
Prêtre guérisseur aux Philippines (2012).

Dans le monde occidental, les guérisseurs, héritiers de pratiques ancestrales des sociétés traditionnelles, peuvent être magnétiseur, radiesthésiste, rebouteux, exorciste… Dans les sociétés traditionnelles d'Asie, d'Afrique, d'Amérique, d'Océanie, considérés comme sorciers ou voyants, les guérisseurs sont généralement des chamans. Les guérisseurs des Philippines et du Brésil sont parfois appelés chirurgiens psychiques.
En Suisse, il en existe différentes catégories, les coupe-feu, les faiseurs de secrets, selon les problèmes de santé. Les faiseurs de secrets sont également présents en Vallée d'Aoste, aussi bien que les rabeilleurs (équivalent de « rebouteux » en français valdôtain), qui pratiquent des massages pour les distorsions.

### France (XIXesiècle)
Participant au processus de médicalisation du territoire français, la loi du 19 ventôse an XI (10 mars 1803), institue la notion d'exercice illégal de la médecine, plaçant les guérisseurs en tant que concurrents illégaux des médecins. En effet, celle-ci n'autorise à pratiquer la médecine qu'aux personnes détentrices d'un diplôme de médecin, de chirurgien, d'officier de santé et de sage-femme. Il faut également ajouter que ces praticiens d’une médecine empreinte de croyances et de conceptions traditionnelles forment l’essentiel du paysage médical de cette France du XIXe siècle, qui ne compte que près de 25 % de citadins vers 1850. Ils sont donc, dans plusieurs espaces ruraux longtemps dépourvus de médecins reconnus, un des rares recours possibles pour l’obtention de soins, alors que le coût des honoraires des rares docteurs consacre leur importance pour la majorité de la population. 
Cependant, dans les faits, la loi n'est que difficilement appliquée, punissant davantage les personnes se faisant passer pour des médecins que les personnes exerçant illégalement la médecine, ce qui explique la pérennité de différents types de guérisseurs tout au long du XIXe siècle.

#### Les rebouteux
Nommés adoubeurs en Anjou, renoueurs, bailleuls, remancheurs, rabouteurs, remettoux ou rhabilleurs dans d'autres régions, ils appartiennent à la communauté locale où ils exercent souvent les métiers d'agriculteurs, de bergers, d'éleveurs, de hongreurs ou encore de maréchaux-ferrants. Leurs carrières et leurs connaissances, qu'ils doivent à leurs aînés, leur confèrent une solide expérience dans la réduction des luxations et des fractures. Leurs pratiques basées sur des manœuvres mécaniques pouvaient également prendre la forme de « massages » ou de « pétrissages énergiques ».

#### Les panseurs de secrets
Très proches des rebouteux par leur appartenance à la communauté villageoise, ils ne forment parfois qu'un seul et même personnage. Détenteurs d'un ou de plusieurs secrets qui leur ont été légués ou révélés par leurs aînés, ne se sentant plus en capacité d'exercer leur fonction, souvent vers la fin de leur vie, on leur reconnait le don de guérir les maux associés à ces secrets. Leur thérapeutique est surtout basée sur la récitation de prières associées à des gestes notamment empruntés à la religion catholique.

#### Les charlatans
Cette catégorie constituée de marchands itinérants s'adonnent surtout à la vente de remèdes mais proposent également des manœuvres « médicales » basées sur des procédés qu'ils empruntent à d'autres types de guérisseurs, pratiquent la voyance et comblent un manque dans des domaines délaissés par la médecine officielle tel que l'art dentaire ou encore l'ophtalmologie. « Voyageant parfois en groupe, précédés assez souvent d'affiches prometteuses, ils installent leurs tréteaux sur la place du village, dans les carrefours des villes, au moment des foires et des marchés, venant à la rencontre d'une clientèle rassemblée qu'ils amusent par la séduction tapageuse d'une réclame insistante ».

#### Les religieux
Proches des malades du fait de l'exercice de charité dont ils doivent faire preuve, ils occupent depuis longtemps une place centrale dans la préparation de remèdes, qu'ils apportent souvent gratuitement aux malades et qu'ils accompagnent de quelques conseils et de prières. Cependant, il arrive également qu'ils s'adonnent au commerce de médicaments qui proviennent souvent de leur propre fabrication.

## Guérisseurs célèbres
- Une croyance était répandue en France et en Angleterre, selon laquelle les rois possédaient le don de guérir miraculeusement les écrouelles.

### Allemagne
- Bruno Groening (1906-1959)

### États-Unis d'Amérique
- Mary Baker Eddy, fondatrice de la Science chrétienne
- Edgar Cayce, mystique.

### Belgique
- Louis-Joseph Antoine, dit Antoine le Guérisseur ou le Père Antoine.
  - Né le 8 juin 1846 - Flémalle-Grande, 4400, Liège, Belgique ( Mons-Croteux )
  - Décédé le 25 juin 1912 - Jemeppe-sur-Meuse, 4101, Liège, Belgique, à l'âge de 66 ans
  - Guérisseur, initiateur du Culte Antoiniste

### France
- Pierre Brioude, dit Pierrounet de Nasbinals (1832-1907)
- Auguste Henri Jacob (1828-1913)
- Nizier Anthelme Philippe, dit Maître Philippe (1849-1905)

### Russie
- Grigori Raspoutine (1869-1916)

### Suisse
- Niklaus Wolf von Rippertschwand (1756-1832), guérisseur charismatique du canton de Lucerne